# Baby (Sfera Ebbasta)
Baby è un singolo del rapper italiano Sfera Ebbasta, pubblicato il 20 novembre 2020 come secondo estratto dal terzo album in studio Famoso.

## Descrizione
Terza traccia dell'album, il brano bilingue è stato prodotto dal colombiano Sky Rompiendo e ha visto la partecipazione del cantante colombiano J Balvin.

## Video musicale
Il video musicale è stato reso disponibile il 24 novembre 2020 attraverso il canale YouTube di J Balvin.

## Successo commerciale
Baby ha stabilito il record per il brano italiano più ascoltato in 24 ore su Spotify con oltre 1,9 milioni di riproduzioni, debuttando alla 36ª posizione della classifica generale giornaliera di tale piattaforma.

## Classifiche

### Classifiche settimanali
| Classifica (2020) | Posizione massima |
| ----------------- | ----------------- |
| Italia            | 1                 |
| Spagna            | 99                |
| Svizzera          | 22                |

### Classifiche di fine anno
| Classifica (2020) | Posizione |
| ----------------- | --------- |
| Italia            | 91        |
| Classifica (2021) | Posizione |
| Italia            | 57        |